# Brdo (Slovenske Konjice, Slovenija)
Brdo je naselje u slovenskoj Općini Slovenskim Konjicama. Brdo se nalazi u pokrajini Štajerskoj i statističkoj regiji Savinjskoj. 

## Stanovništvo
Prema popisu stanovništva iz 2002. godine naselje je imalo 92 stanovnika.